# Velika Vranovina
Velika Vranovina es una localidad de Croacia situada en el municipio de Topusko, en el condado de Sisak-Moslavina. Según el censo de 2021, tiene una población de 124 habitantes.